# Грамаштеттен
Грамаштеттен (нем. Gramastetten) — ярмарочная коммуна (нем. Marktgemeinde) в Австрии, в федеральной земле Верхняя Австрия. 
Входит в состав округа Урфар.  Население составляет 4555 человек (на 31 декабря 2005 года). Занимает площадь 40 км². Официальный код  —  41 609.

## Политическая ситуация
Бургомистр коммуны — Маг.Андреас Фацени (АНП) по результатам выборов 2003 года.
Совет представителей коммуны (нем. Gemeinderat) состоит из 31 места.
- АНП занимает 17 мест.
- СДПА занимает 10 мест.
- Зелёные занимают 3 места.
- АПС занимает 1 место.